# 钦天监

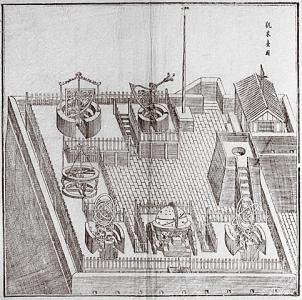
司天監工作之北京古觀象台上儀器陳設之白描畫

欽天監，中國古代官名。掌管觀察天文、推算曆法、授时等工作，至民国建立后裁撤。

## 历史
中国古人认为天象的变化与人间帝王的兴衰相关，编订历法、授时则是确立正朔的举动，有着重大政治意义。在很长一段时间内，平民百姓不能编订历法、授时，而皇家设立钦天监（司天监）来主管这些事务。
中國歷代政权大多会設置这类关于天文、历法的部门，但其名稱不同。周朝有太史寮，東漢、北齊有太史署。隋代設太史曹，後改作太史局，後又改為太史監，唐代用太史局或太史監（太史并不是专职司天，而是兼管天文）等名稱，後又改作司天台，隸屬祕書省。宋代稱為太史局或司天監，另設翰林天文院，和太史局/司天監互相監察；宋太祖建隆二年（961年）西域魯穆國馬依澤應詔入華，在962年至963年間編制“應天曆”。金代稱司天台。元代設太史院，院下設三個局：推算局、測驗局、漏刻局。元代至元十七年（1280年）又設有回回司天監，任務“觀象衍曆”。

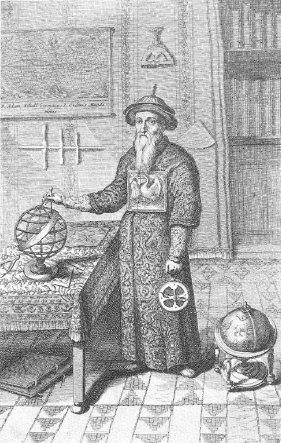
汤若望 Pater Johann Adam Schall von Bell

明初有司天監和回回司天監，有天文、漏刻、大統曆、回回曆四科；洪武二年（1369年）阿拉伯魯密國的黑的兒、馬德魯丁、馬哈麻父子先後出任監正。洪武三年（1370年）改稱欽天監。明朝以後即有歐洲傳教士加入。
清朝康熙年间，钦天监发生康熙历狱。

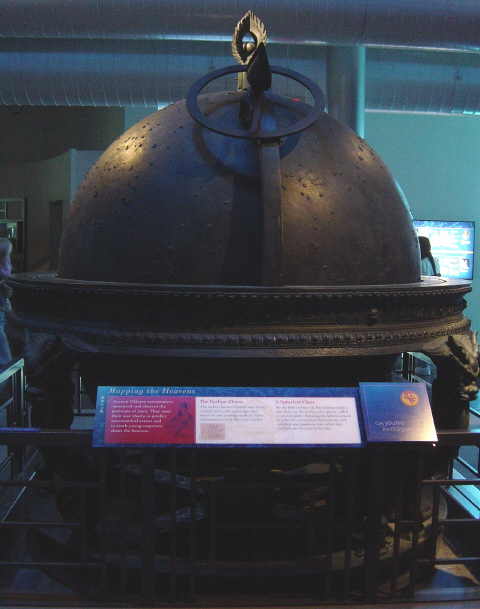
南怀仁臨摹的渾儀／天球仪，1673年，欽天監

明清两朝的钦天监办公地点位于今北京建国门外。元朝郭守敬在此处附近设立司天台，明正统七年（公元1442年）在今址即元大都城墙东南角楼旧址上修建观星台。钦天监的正殿名为「紫微殿」，在中国传统中紫微星为帝星。民国后，钦天监裁撤，原址改设中央观象台，1927年，紫金山天文台建成，中央观象台不再从事天文观测，1929年改设国立天文陈列馆，现归北京天文馆。
中国古代的钦天监监正类似于西方的皇家天文学家，也可类比为今日的国家天文台台长。
民国建立后，裁撤钦天监，天文历法打破了皇室垄断，其编订历法、授时等工作改由专业科研机构负责。1912年6月，钦天监改归教育部，筹组为观象台，编写《中华民国元年历书》。现在，中国传统历法的编订由南京紫金山天文台负责，授时由位于陕西的中国科学院国家授时中心负责。原属钦天监的北京古观象台现归北京天文馆所有，辟为科普基地。

## 历代钦天监监正

### 清朝钦天监
1725年設立监正
- 汤若望，1645年–1664年，科隆選侯國（現代德國）人，天主教神父
- 楊光先，康熙四年（1665年）–康熙八年（1669年），南直隸人
- 南怀仁，1669年–1688年，尼德蘭弗拉芒人（比利時），天主教神父
- 徐日升，1688年–1694年，葡萄牙人，天主教神父
- 安多（德语：Antoine Thomas (Missionar)），1688年–1694年，那慕尔伯国人，天主教神父，耶稣会传教修士（1644年－1709年，比利时）
- 闵明我（Philippus Maria Grimaldi，1639－1712，天主教神父，耶稣会传教修士，比利时人）[來源請求]——冒名顶替天主教多明我会西班牙传教修士闵明我 (西班牙人)（英语：Domingo Fernández Navarrete），1694年–1711年
- 纪利安，1711年–1720年，德国天主教耶稣会传教士
- 南彌德（Louis Francis Marie Lamiot），1711年–1720年
- 戴進賢，监正1720年–1746年，德国天主教耶稣会传教士
- 劉松齡，监正1746年–1774年
- 索德超，监正1795年–1805年
- 福文高（Domingos-Joachim Ferreira），监正1808年–1823年
- 高守谦（Verissimo Monteiro da Serra），左监副1823年–1826年

## 延伸阅读
[在维基数据编辑]
 《欽定古今圖書集成·明倫彙編·官常典·欽天監部》，出自陈梦雷《古今圖書集成》

## 外部連結
- 黃一農：〈清初欽天監中各民族天文家的權力起伏〉.
- 黃克武：〈欽天監與太醫院：歷代的科學研究機構 （页面存档备份，存于）〉.